# Jonathan Caine
Pour les articles homonymes, voir Caine.
Jonathan Michael Caine, né le 11 avril 1966, à Leeds, est un homme politique britannique, membre du Parti conservateur.
Il est membre de la Chambre des lords depuis 2016 et un ancien assistant politique qui a servi six secrétaires d'État.

## Éducation et carrière
Caine grandit à Leeds dans les années 1970 et fait ses études à Halton Primary and Middle School, puis à Temple Moor High School . Il étudie l'histoire à l'Université de Leicester, où sa spécialité est la crise du Home Rule et le traité anglo-irlandais.
Il rejoint le département de recherche conservateur en 1987, travaillant dans le bureau à côté de David Cameron . Il rejoint le bureau de l'Irlande du Nord du parti en 1988 et, en 1991, est conseiller spécial au bureau de l'Irlande du Nord jusqu'en 1995 - le rejoignant à nouveau en 2010.
En 2008, Caine déclare qu'il est directeur chez Bell Pottinger Public Affairs .
En 2014, Caine travaille comme conseiller spécial de Theresa Villiers, étant décrit dans la presse comme son «bras droit». Caine a également travaillé pour Owen Paterson et est décrit par lui comme "l'un des plus grands experts de l'Irlande du Nord". Cependant, un membre éminent du SDLP note que, bien qu'il comprenne l'unionisme en Irlande, il n'a aucune compréhension réelle du républicanisme irlandais et aucune sympathie à son égard.
Jonathan Caine est décrit comme "l'un des stratèges les plus brillants de Westminster, dont la connaissance de l'Irlande du Nord est formidable". Dans ses mémoires, For The Record, l'ancien Premier ministre David Cameron est cité dans le Yorkshire Post comme attribuant à Caine «une autorité dans son domaine et une présence infatigable dans les coulisses. Il est - et reste - passionné par la sécurisation de la paix en Irlande du Nord et le maintien de notre Royaume-Uni.".
Il est créé pair à vie dans le cadre de la liste des honneurs de démission de David Cameron avec le titre de baron Caine, de Temple Newsam dans la ville de Leeds, le 2 septembre 2016.

## Vie privée
Caine soutient le Yorkshire County Cricket Club et Leeds Rhinos, et aime écouter Led Zeppelin. Il est un ami de longue date de David Trimble.